# Сухая Полва
Сухая Полва — река в России, протекает в Пермском крае. Устье реки находится в 8,5 км по левому берегу реки Кизьва. Длина реки составляет 15 км.
Исток реки у деревни Филаева. Верхнее течение проходит по Кудымкарскому району, среднее и нижнее по Сивинскому району. Река течёт на юго-запад, населённых пунктов на реке нет, кроме нескольких покинутых деревень. Впадает в Кизьву у деревни Демидята.

## Данные водного реестра
По данным государственного водного реестра России относится к Камскому бассейновому округу, водохозяйственный участок реки — Кама от города Березники до Камского гидроузла, без реки Косьва (от истока до Широковского гидроузла), Чусовая и Сылва, речной подбассейн реки — бассейны притоков Камы до впадения Белой. Речной бассейн реки — Кама.
По данным геоинформационной системы водохозяйственного районирования территории РФ, подготовленной Федеральным агентством водных ресурсов:
- Код водного объекта в государственном водном реестре — 10010100912111100009301
- Код по гидрологической изученности (ГИ) — 111100930
- Код бассейна — 10.01.01.009
- Номер тома по ГИ — 11
- Выпуск по ГИ — 1